# Nikolaj Lukašenko
Nikolaj Aleksandrovič Lukašenko (belorusko: Мікалай Аляксандравіч Лукашэнка, rusko: Николай Александрович Лукашенко), sin beloruskega predsednika Aleksandra Lukašenka, * 31. avgust 2004, Minsk.

## Življenjepis

### Zgodnje življenje in izobraževanje
Uradne informacije glede identitete Nikolajeve matere ni, vendar pa domnevajo, da je njegova mati Irina Abelskaya, nekdanja osebna zdravnica Aleksandra Lukašenka. Ta formalno ostaja poročen s svojo ženo Galino Lukašenko, čeprav naj bi bila zakonca ločena. Leta 2011 je Nikolaj Lukašenko vstopil v srednjo šolo Ostroshitsko-Gorodok, leta 2020 pa se vpisal na Beloruski državni univerzitetni licej. Avgusta 2020 naj bi se Nikolaj Lukašenko umaknil iz liceja in bil premeščen v gimnazium na Moskovski državni univerzi.

### Javna podoba
Nikolaj se je v javnosti prvič pojavil leta 2008. Pritegnil je veliko pozornosti medijev, saj ga je oče, predsednik Aleksander Lukašenko, pogosto vodil na uradne slovesnosti in državne obiske; prisostvoval je srečanju z venezuelskim predsednikom Hugom Chávez, ruskim predsednikom Dmitrijem Medvedovom, papežem Benediktom XVI. in ameriškim predsednikom Barackom Obamo. Po Aleksandrovih besedah mu je bil Nikolaj tako blizu, da je vztrajal, naj ga spremlja na sestankih. Domneva se, da se Nikolaja uvaja za Aleksandrovega naslednika na predsedniškem položaju. Kolya (Nikolajev vzdevek) je medijsko pozornost pritegnil leta 2013, ko je njegov oče Aleksander izjavil, da bo njegov sin postal beloruski predsednik, kar je povzročilo številne špekulacije v medijih. Leta 2015 se je Nikolaj pri desetih letih udeležil zasedanja Generalne skupščine Združenih narodov. Junija 2020 sta se z očetom udeležila moskovske parade ob dnevu zmage na Rdečem trgu.